# Demeczkyné Volf Irma
Demeczky Mihályné Volf Irma, Volf Mária, névváltozat: Wolf (Budapest, 1874. március 7. – Budapest, 1957. február 9.) festőnő.

## Családja
Édesapja Volf György, a Magyar Tudományos Akadémia nyelvtudományi bizottságának elnöke volt, édesanyja Kiss Mária. Férje Demeczky Mihály dr. udvari tanácsos, a magyar királyi Ferenc József-nevelőintézetnek 12 éven át volt kormányzója, az egyetemen a matematika magántanára, akivel 1893. december 16-án kelt egybe.

## Pályafutása
Tanulmányait 1889—től 1893-ig az országos mintarajziskola és rajztanárképző intézetben végezte, ahol Székely Bertalan, Lotz Károly, Deák-Ébner Lajos, Nádler Róbert és Strobl Alajos voltak tanárai. Ismereteit olaszországi utazásai alkalmával több ízben gyarapította. A Magyar Pasztellfestők Egyesületének tagja volt, 1893-tól a Nemzeti Szalon és a Műcsarnok csoportos tárlatain rendszeresen  szerepelt képeivel. Jelentékenyebb művei: Tompa Mihály Virágregéinek díszkiadásához 24 akvarell virágkép (az eredeti vízfestmények a Franklin Társulat tulajdonában voltak, 1898—1900); Hazatérő aratók, olajfestmény, 1901 (ki volt állítva a Nemzeti Szalonban); Tavaszi virágok, akvarell, 1903 (ki volt állítva a Nemzeti Szalonban); végül hat figurális illusztráció és bekötési tábla tervezet Beniczkyné: Nagy magyar nők élete c. munkájához, 1904 (az eredeti rajzok Wodianer Artúr tulajdonát képezték). Halálát általános érelmeszesedés, agyvérzés okozta.
A budapesti Műcsarnok kiállításain következő műveivel szerepelt:
- 1894—95 téli kiállítás: Chrysanthemumok, olajfestmény, 100 forint.
- 1895. tavaszi kiállítás: Azalea, vízfestmény, 100 forint. — Interieur, olajfestmény, 100 forint.
- 1901—2. téli kiállítás: Tájrészlet, vízfestmény — Orgonavirág, vízfestmény

## Írása
- A fák és a madarak szeretete. Írta és az 1907. május 30-án tartott ünnepélyen felolvasta. Budapest, 1907.